# Calumma crypticum
Calumma crypticum is een hagedis uit de familie kameleons (Chamaeleonidae).

## Naam en indeling
De wetenschappelijke naam van de soort werd voor het eerst voorgesteld door Christopher John Raxworthy en Ronald Archie Nussbaum in 2006. Voorheen werd de hagedis als een ondersoort van de korthoornkameleon (Calumma brevicorne) beschouwd.
De soortaanduiding crypticum betekent vrij vertaald 'verborgen'.

## Verspreiding en habitat
Calumma crypticum komt endemisch voor in het noordoosten en oosten van Madagaskar. De habitat bestaat uit vochtige tropische en subtropische bergbossen. Het verspreidingsgebied wordt in het zuiden begrensd door het gebergte in Anosy en in het noorden door het Tsaratananamassief. De soort is aangetroffen op een hoogte van ongeveer 1050 tot 1850 meter boven zeeniveau.

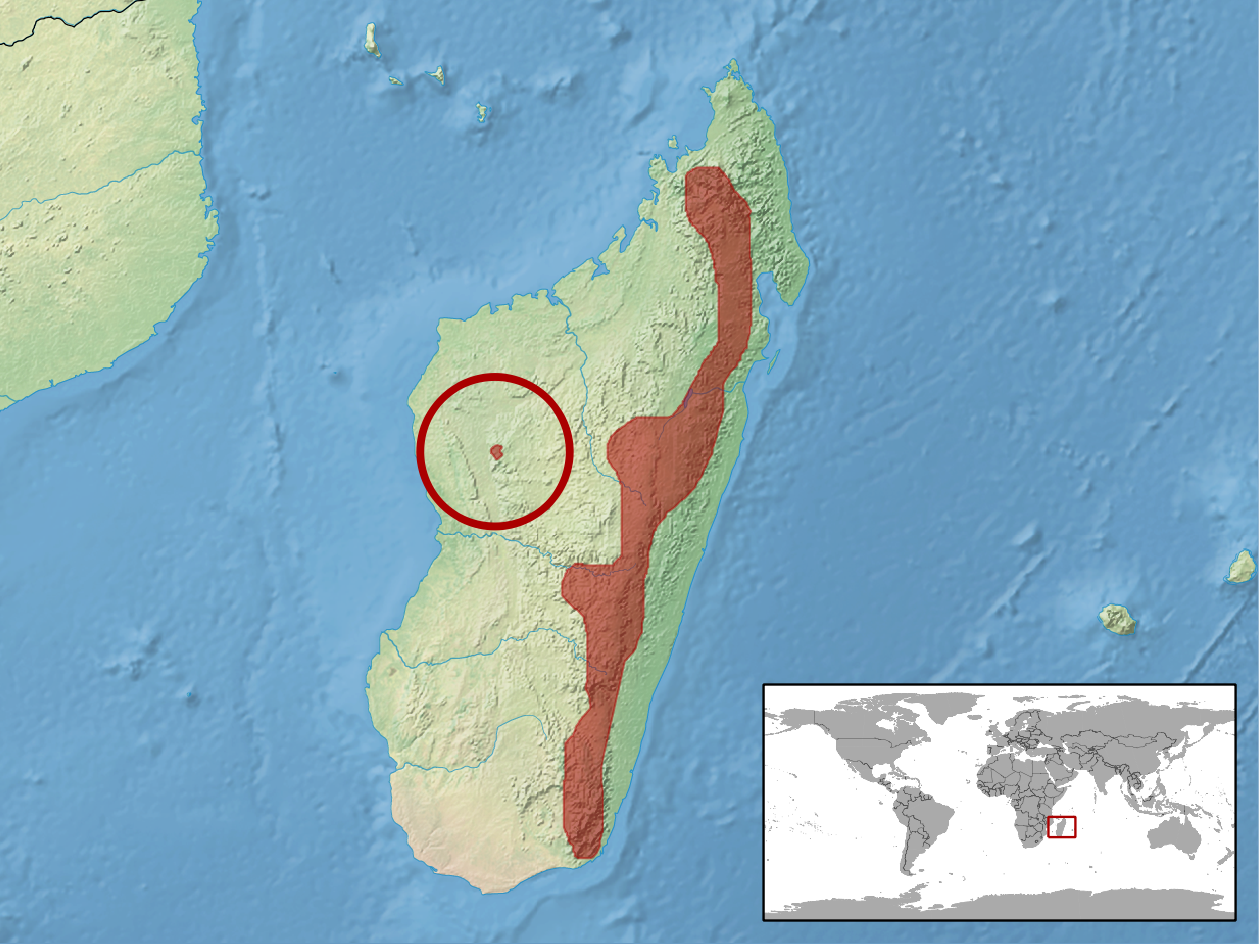
Verspreidingsgebied in het rood

## Beschermingsstatus
De soort is wijdverspreid op het eiland en door de internationale natuurbeschermingsorganisatie IUCN is de beschermingsstatus 'veilig' toegewezen (Least Concern of LC).